# Ріа Томпсон
Ріа Томпсон (англ. Ria Thompson; нар. 3 листопада 1997) — австралійська веслувальниця, бронзова призерка 2020 року.

## Виступи на Олімпіадах
| Олімпіада  | Дисципліна     | Місце |
| ---------- | -------------- | ----- |
| Токіо 2020 | парні четвірки | 3     |
| Париж 2024 | парні четвірки | 8     |

## Зовнішні посилання
- Ріа Томпсон на сайті FISA.
- Ріа Томпсон на сайті Міжнародної федерації веслувального спорту